# Белокачулат гуан
Белокачулатият гуан (Penelope pileata) е вид птица от семейство Cracidae. Видът е световно застрашен, със статут Уязвим.

## Разпространение и местообитание
Разпространен е в Бразилия.